# Kingena
Kingena is een geslacht van uitgestorven brachiopoden, dat leefde tijdens het Krijt.

## Beschrijving
Deze drie centimeter lange brachiopode kenmerkt zich door de afgeronde tot vijfhoekige schelp, die versierd is met dunne groeistrepen en fijne korreltjes. De armklep bevat een brede lage plooi, terwijl zich in de steelklep een ondiepe sulcus (verdiept gedeelte van het buitenoppervlak) bevindt. De armklep vertoont meestal een in het oog springend septum (een dunne scheidingswand in kalkskelet of -schaal) in het centrum. De korte pedunculus maakt een lichte buiging naar achteren.

## Leefwijze
Dit geslacht bewoonde ondiepe wateren, waar het zich met de pedunculus verankerde op harde substraten.

## Soorten
- Kingena blackmorei Owen, 1970
- Kingena concinna Owen, 1970
- Kingena elegans Owen, 1970
- Kingena limburgica Simon, 2005
- Kingena mesembrina (Etheridge, 1913)
- Kingena pentangulata Woodward, 1833
- Kingena simiensis Waring, 1917